# 이란의 핵 프로그램

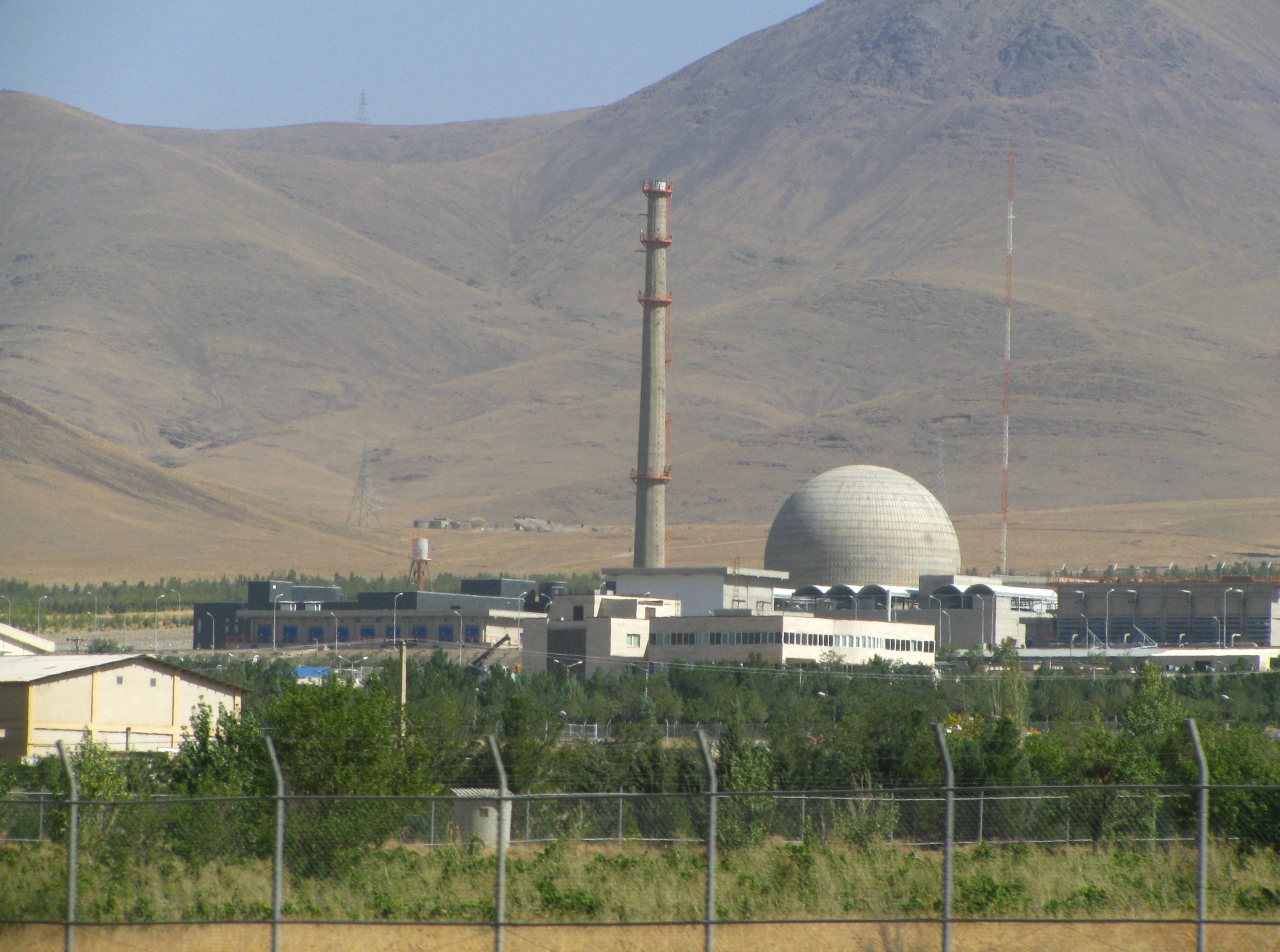
아라크의 IR-40 중수로

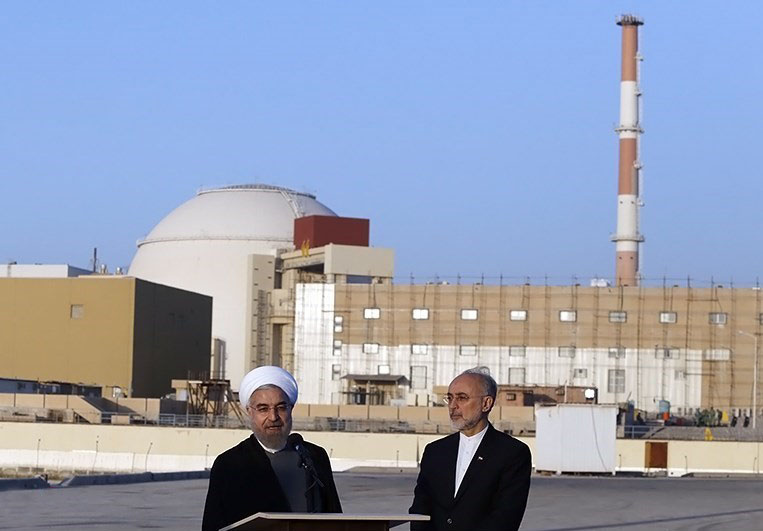
부셰르 원전

이란의 핵 문제는 이란이 핵 미사일을 개발하려고 하던 군사적인 목적의 핵개발과  평화적 연구 목적의 핵의 연구개발을 동시에 다룬다. 1970에 이란은 IAEA의 NPT를 비준하였다 (In 1970, Iran ratified the Non-Proliferation Treaty (NPT)), 군사적인 목적의 핵개발을 중지 하기 위해서, 이란 군사용도의 핵개발을 제한하는 포괄적 공동행동계획이 수립되었다

## 역사
1950년대 이란은 미국과 원자력 협정을 체결하여, 원전 개발을 시작했다.
1994년에 미국 NRDC는 북한이 플루토늄 1 kg, 고농축 우라늄 2.5 kg이면 1 kt 핵폭탄 한발을 제조할 수 있다고 주장했다. 이란과 북한은 핵무기 개발을 공동으로 한다고 알려져 있어서, 북한의 핵기술 능력은 곧 이란의 능력이라고 보아도 크게 틀리지 않다.
2004년 이란은 아라크에 IR-40 중수로를 건설하기 시작했다. 중수로는 경수로 보다 플루토늄 생산이 쉬운 원전이다.
2010년 11월 북한은 시그프리드 헤커 박사에게 영변 우라늄 농축 공장을 공개했다. 2000개인 가스 원심분리기의 우라늄 농축 속도는 4 SWU/년이라고 설명했다. 이 정도면 1년에 농축도 90%의 고농축 우라늄(HEU) 40 kg을 생산할 수 있다. 한국국방연구원(KIDA) 함형필 박사는 최근 북한 UEP 관련 보고서에서 2000~3000기의 원심분리기로 된 소규모 농축공장은 연간 5000kg SWU, 핵폭탄 2발의 생산능력을 가진 원심분리공장으로, 지하 600~700m2(180 평) 공간이면 설치가 충분하며, 전력 규모도 약 500~1000㎾ 정도면 돼 전력사정이 좋지 않은 북한으로서도 큰 부담이 되지 않는다고 보았다.
2011년 9월 3일 부셰르 원전 1호기를 준공했다. 전기출력 1000 MWe의 경수로이다.
2014년 이란이 20 SWU/년의 IR-8 가스 원심분리기 개발에 성공했다. 2009년 한국국방연구원 보고서를 참조하면, 매우 작은 180평의 지하 비밀 농축 공장에 IR-8 가스 원심분리기 2천개를 설치하면 연간 25,000 kg SWU의 우라늄 농축을 할 수 있다. 1년에 HEU 200 kg 생산이 가능하다. 1994년 NRDC 보고서를 참고하면, HEU 200 kg으로 2.5 kt HEU 핵폭탄 80발을 만들 수 있다.
2015년 7월 14일, 오스트리아 빈에서 이란 핵협정이 체결되었다. 유엔 안전 보장 이사회 상임이사국인 미국, 영국, 프랑스, 중국, 러시아와 독일 등 6개국(P5+1)과 이란이 맺은 비핵화 협정이다.
2018년 5월 8일, 도널드 트럼프 대통령이 미국의 이란 핵협정 탈퇴를 발표했다. 이란과 나머지 국가들은 탈퇴에 반대했다.
2018년 9월 12일, 알리 라리자니 이란 의회 의장은 서부 파르스주에서 성직자 집회에 참석해 이란은 우라늄농축에 대한 연구를 계속할 계획이라고 밝혔다. 이란이 2015년 이란 핵협정을 체결할 당시 원심분리기 9천개를 가동 중이었다며 "지금은 원심분리기 숫자가 3천∼4천개로 줄었다"고 말했다.
2019년 1월 22일, 알리 아크바르 이란 부통령 겸 원자력청장은 국영방송과 인터뷰에서 우라늄을 농축하는 데 쓰는 신형 원심분리기(IR-8형)를 대량 생산하는 능력을 보유했다고 말했다. 그러면서 "3년 전(핵합의 이행일)부터 IR-8형 원심분리기에 가스(육불화우라늄. 원심분리기에 주입해 농축하려고 기체로 변환한 우라늄 화합물)를 주입했다"며 "대량 생산을 위한 실험은 성공적이었다"고 덧붙였다.
2019년 5월 8일, 하산 로하니 이란 대통령은 미국이 이란 핵협정 탈퇴를 발표한 지 1년이 된 날, 국영방송에 출연해 이란도 핵협정 일부 조항의 이행을 중단하겠다고 발표했다. 이날부터 핵협정이 정한 농축 우라늄의 보유량 제한과 중수로 가동을 위해 필요한 중수(heavy water)의 보유량 제한을 지키지 않겠다고 밝혔다. 이란은 핵협정에 따라 농축 우라늄의 농축률은 3.67%, 보유량도 300 kg로 제한해 왔다. 60일 동안 나머지 협정 당사국인 영국·프랑스·독일·중국·러시아가 미국의 제재로부터 이란의 석유, 은행 분야를 보호할 조처를 강구하지 않으면 3.76%로 제한된 우라늄 농축한도 제한과 (북서부 도시 아라크에 있는) 중수로 관련 제한도 지키지 않겠다고 밝혔다.

## 이란의 핵시설 및 관련 협정
- 아라크 : (이란의 핵 시설 중 한곳)
- 이란의 핵시설
- 포괄적 공동행동계획 - 미국과 이란이 15개월 이상의 지속된 실무 핵협상을 통해, UN 이사국 5개 국가(영국, 프랑스, 중국, 독일등)및 유럽연합의 지지를 받았던 인류 최초의 핵협정
- 이란의 핵프로그램에 대한 시각

## 같이 보기
- 이란의 경제
- 가스 원심분리기
- 이란의 대량 살상무기
- 이란-조선민주주의인민공화국 관계
- 이란-이스라엘 대리 분쟁
- 사우디아라비아-이란 대리 분쟁
- 사우디아라비아의 핵무기 개발
- 스턱스넷
- 플레임 (악성 소프트웨어)
- 이란의 핵시설